# Edouard Jean de Rouillé
Edouard Jean de Rouillé (Ormeignies, 6 oktober 1865 - Brussel, 17 september 1938) was een Belgisch volksvertegenwoordiger.

## Levensloop
De Rouillé was een kleinzoon van constituant en senator Edouard de Rouillé, die in 1817 in de adel was opgenomen en in 1857 de erfelijke titel van graaf had verkregen. Hij was een zoon van diplomaat Adhémar de Rouillé (1821-1895) en van Marie-Louise Osy de Zegwaart (1837-1913). Hij trouwde met gravin Louise de Borchgrave d'Altena (1868-1933), dochter van volksvertegenwoordiger en senator François de Borchgrave d'Altena. Ze hadden een enige zoon die als kind overleed, zodat met de dood van Edouard de Rouillé de familie uitstierf.
Hij werd in juni 1892 verkozen tot katholiek volksvertegenwoordiger voor het arrondissement Aat en vervulde dit mandaat tot in mei 1898.
Hij werd gemeenteraadslid van Ormeignies in 1896 en werd schepen in deze gemeente van 1903 tot 1911. Hij was ook provincieraadslid voor Henegouwen van 1903 tot 1912.